# جورج كيتس
جورج كيتس (بالإنجليزية: George Cates)‏ هو موزع أمريكي، ولد في 19 أكتوبر 1911 في نيويورك في الولايات المتحدة، وتوفي في 12 مايو 2002 في سانتا مونيكا في الولايات المتحدة.

## وصلات خارجية
- جورج كيتس على موقع IMDb (الإنجليزية)
- جورج كيتس على موقع ميوزك برينز (الإنجليزية)
- جورج كيتس على موقع ديسكوغز (الإنجليزية)